# Christophe Delmotte
Christophe Delmotte (Comines, 9 giugno 1969) è un allenatore di calcio ed ex calciatore francese, di ruolo difensore o centrocampista, vice allenatore del Metz.

## Biografia
Nell'aprile del 1995 sposa Nadège.

## Caratteristiche tecniche
Era un terzino sinistro che poteva giocare anche come centrocampista.

## Carriera
Vanta 292 incontri di prima divisione francese e 23 reti, 113 partite e 11 centri in Ligue 2 e 46 match in Europa, con 4 reti internazionali. Ha giocato otto edizioni della Coppa UEFA con tre squadre diverse (Cannes, Lens e Olympique Lione) tra il 1994 e il 2003, segnando una doppietta nell'edizione 1995-1996, all'epoca in forza al Lens, contro l'Avenir Beggen (0-7). Tra le partite disputate da Delmotte in UEFA Champions League spicca Fenerbahçe-Lione (0-1) del 25 settembre 2001, sfida nella quale il centrocampista sigla la rete decisiva nei minuti finali.

### Club
Cresciuto nelle giovanili di Tourcoing e Wasquehal, nel 1991 approda al Lens, società nella quale rimane fino al 1993. Gioca per Sedan e Cannes prima di ritornare a Lens, rimanendo fino al 1997. Con i giallo-rossi colleziona 105 presenze e 8 reti in Ligue 1. Nell'estate del 1997 si trasferisce al Lione.
Il 7 agosto 1997 sigla la sua prima marcatura stagionale contro il Rennes (0-3).
Con l'OL vince una Coupe de la Ligue (2001) laureandosi per tre volte consecutive campione di Francia tra il 2002 e il 2004. Nell'estate del 2004, dopo aver giocato 150 partite di campionato segnando 12 gol, passa allo Stade de Reims, in seconda divisione, chiudendo la carriera nel Saint-Priest, squadra di terza divisione.

## Palmarès

### Club

#### Competizioni nazionali
- Coppa di Lega francese: 1

Lione: 2000-2001
- Campionato francese: 3

Lione: 2001-2002, 2002-2003, 2003-2004